# Apogon planifrons
Apogon planifrons is een straalvinnige vissensoort uit de familie van kardinaalbaarzen (Apogonidae). De wetenschappelijke naam van de soort is voor het eerst geldig gepubliceerd in 1940 door Longley & Hildebrand.